# محمد سرور (لاعب كرة قدم)
محمد سرور هو لاعب كرة قدم أفغاني في مركز الهجوم، ولد في القرن العشرين في كابل في أفغانستان. شارك مع منتخب أفغانستان لكرة القدم.

## وصلات خارجية
- محمد سرور على موقع أوليمبيديا (الإنجليزية)